# Piersică uscată
Rhodotus palmatus (Pierre Bulliard, 1785 ex René Maire, 1926) este o specie saprofagă, ce descompune resturi vegetale, dar și ocazional parazitară (însă nedăunătoare) de ciuperci necomestibile din încrengătura Basidiomycota, în familia Physalacriaceae și singura de genul Rhodotus, denumită în popor piersică uscată. Buretele se poate găsi în România, Basarabia și Bucovina de Nord numai rar, aflându-se pe Lista Roșie a României, după Cătălin Tănase și Adriana Pop un soi potențial amenințat cu dispariția. Crește în grupuri mai mici sau mai mari, adesea în tufe, în locurile umbrite și umede, pe lemn de copaci căzuți de foioase și cioturi, mai ales de stejar și fag. Apare de la câmpie la munte, din mai până în noiembrie.
Numele generic se trage de la insula Rhodos, și numită „Insula Rozelor”, datorită aspectului și culorilor unei roze înflorite (în greaca antică=ῥόδον). Epitetul specific este derivat din cuvântul latin (latină palmatus=o togă sau tunică îmbrodată cu crengi de palmier).

## Istoric

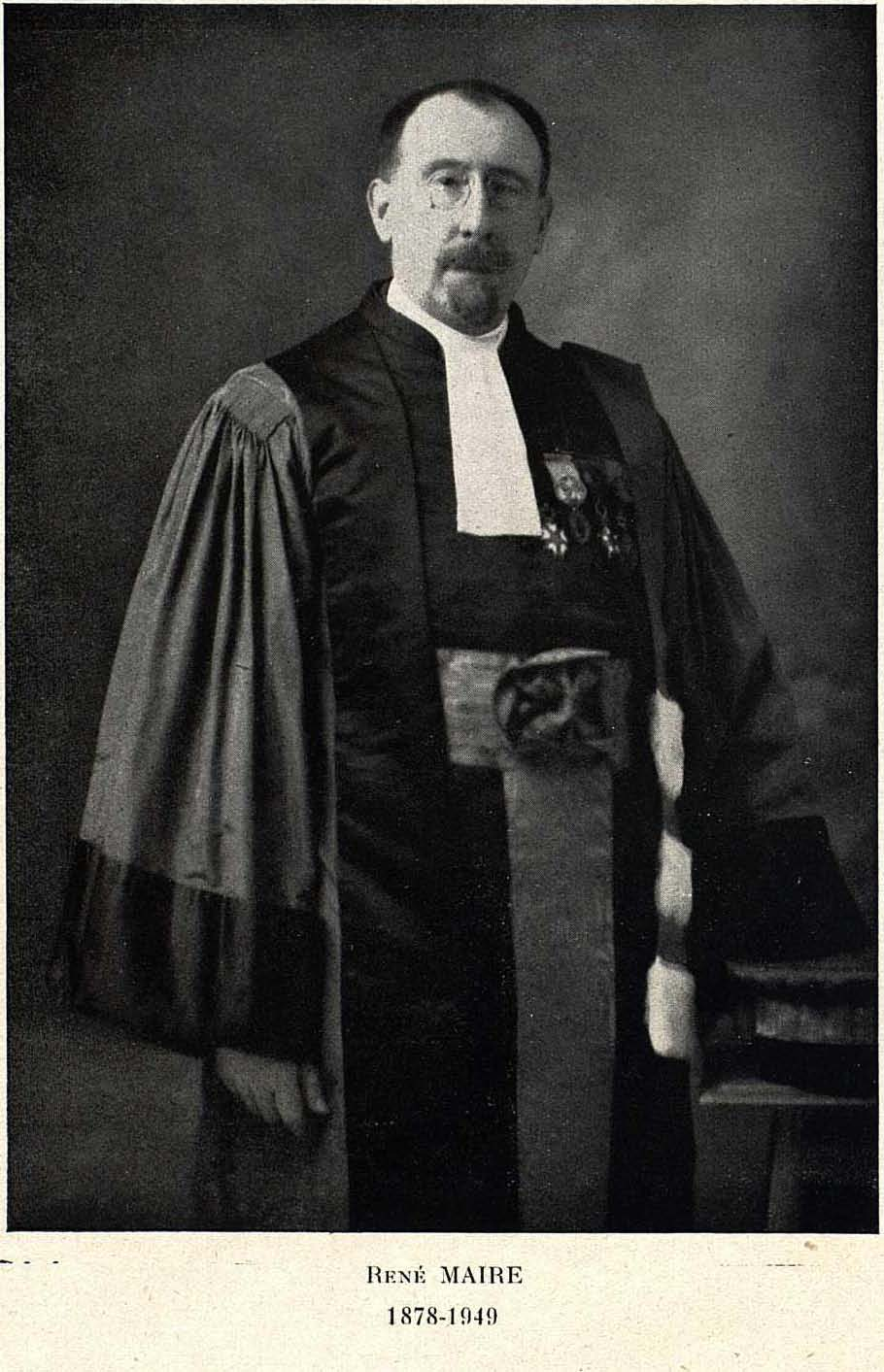
R. Maire

Numele binomial Agaricus palmatus a fost creat de renumitul micolog francez Pierre Bulliard și publicat în volumul V al operei sale Herbier de la France ou, Collection complette des plantes indigenes de ce royaume din 1785.
În 1926, micologul de asemenea francez René Maire a determinat noul gen Rhodotus și a transferat specia sub păstrarea epitetului, de verificat în volumul 40 al jurnalului Bulletin de la Société Mycologique de France.
În cărți micologice mai vechi se mai găsește din când în când denumirea Pleuropus palmatus, propusă de compatriotul lor Lucien Quelet în 1883.
Toate celelalte încercări de taxonare nu sunt folosite și pot fi neglijate.

## Descriere

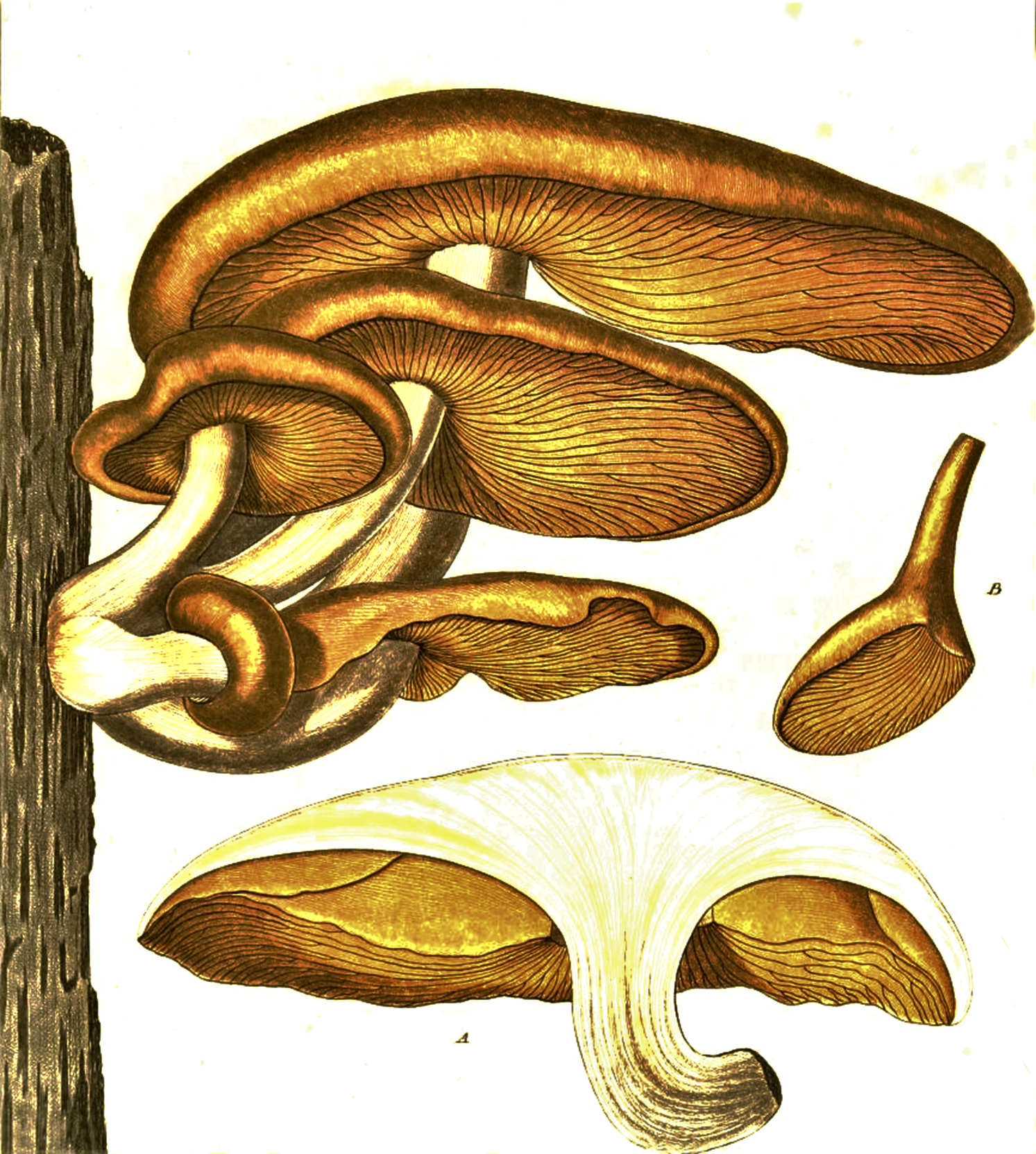
Bull.: Agaricus palmatus

- Pălăria: are un diametru de 3-7 (8) cm, este densă, cărnoasă, inițial globuloasă, apoi ceva neregulat convexă cu marginea răsucită în jos. Cuticula, care se poate îndepărta în întregime foarte ușor, are un aspect aproape transparent, fiind acoperită cu un strat gelatinos, este la început doar slab cărunțită, dezvoltând însă repede riduri albicioase sau vene cu caneluri reticulare, care amintesc de aparatul cardiovascular sau au asemănare cu liniile din palma unei mâini ori unei roze înflorite, luând diferite forme și culori în funcție de lumina pe care o primește într-un stadiu incipient de dezvoltare, astfel coloritul poate fi albui, roz-gălbui, rozaliu până la roz-portocaliu sau cel de piersică - cu cât mai însorit este, cu atât mai închisă culoarea. Se decolorează la bătrânețe. Se găsesc și variații cu o cocoașă în centru.
- Lamelele: sunt destul de late și aglomerate, câteodată ondulate, cu multe nervuri intermediare, în tinerețe ușor bombate și fin aderate la picior, iar în vârstă aparent libere. Coloritul în tinerețea ciupercii albicios, tinde apoi între roz palid și roz-portocaliu, dar mereu de nuanța mai deschisă ca și pălăria.
- Sporii: sunt rotunjori până alungit ovoidali, fin verucoși, ornamentați cu negi de 0.5–0.7 µm, hialini (translucizi) și neamilozi (nu se decolorează cu reactivi de iod), având o mărime de 8-10 x 6-7,5 microni. Pulberea lor este rozalie. Basidiile clavate și subțiate la un capăt, cu 4 sterigme fiecare, măsoară 30–35 x 7–8 microni. Puținele cistide (elemente sterile situate în stratul himenal sau printre celulele din pielița pălăriei și a piciorului, probabil cu rol de excreție) fusiforme cu vârf bleg, au o dimensiune de 55-60 x 9-12 microni, iar pleurocistidele (cistide situate în himenul de pe fețele lamelor) lipsesc.[13]
- Piciorul: are o înălțime de 3-6 cm și o lățime de 0,4-1 cm, este tare, fibros, îndoit, mai subțire la bază și mai îngroșat spre pălărie, alipit central sau excentric de ea, suprafața fiind la început făinoasă, devenind însă netedă cu maturitatea. Coloritul poate fi albicios, gri-roz sau roz-portocaliu. Atunci când se acumulează o cantitate mare de umiditate în rădăcini, un suc roșu sau portocaliu este secretat din ciupercă prin porii cojii cu aspect spectaculos.
- Carnea: este în pălărie palid rozalie. iar în picior prezintă nuanțe gălbuie până roșiatice, fiind tare, fibroasă și cu aspect gumat. Are un miros slab în diferite nuanțe, cu un gust destul de amar.[5][6]
- Reacții chimice: Buretele se colorează  cu sulfat de fier imediat în verde închis.

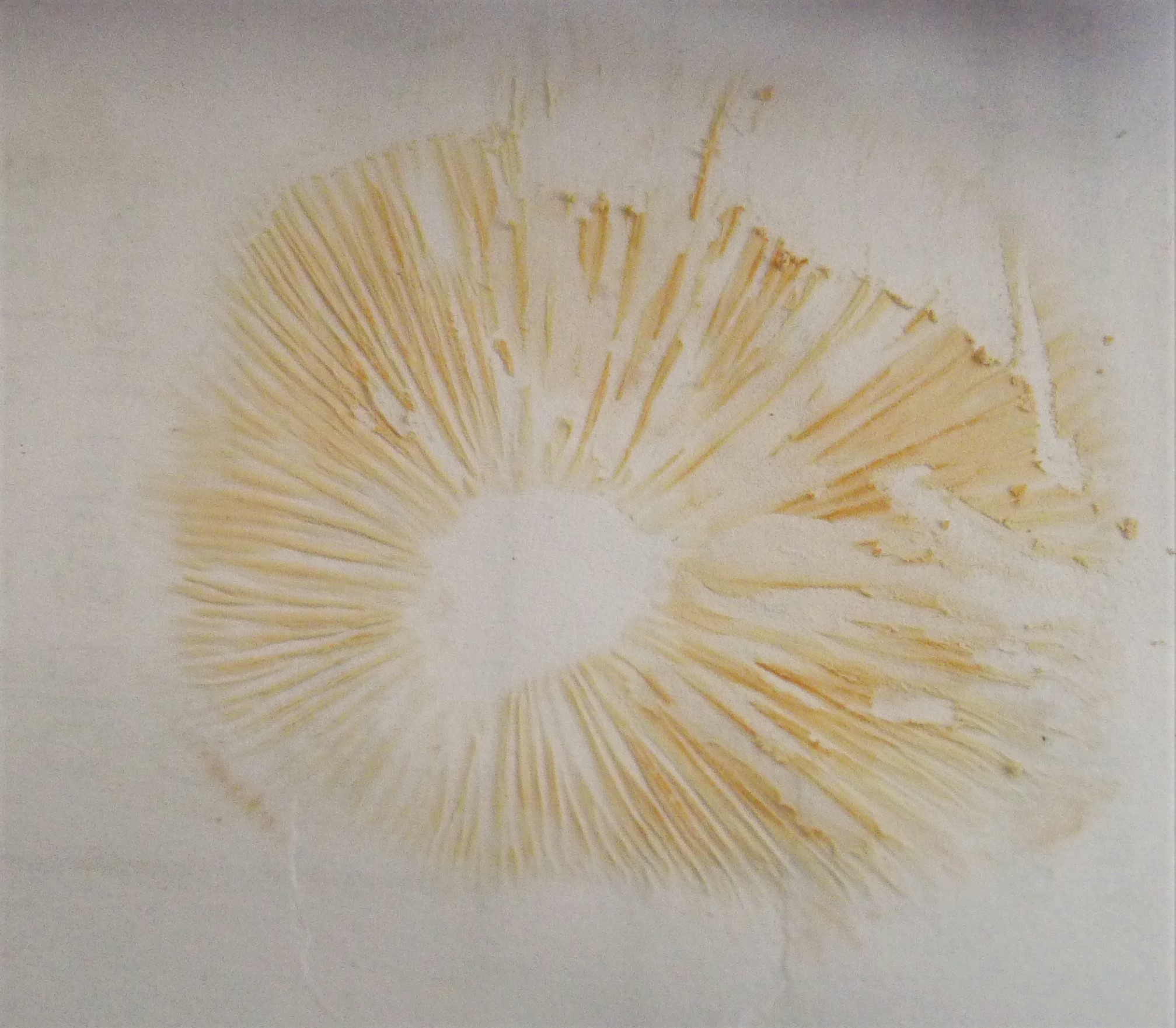
Rhodotus palmatus, amprenta sporilor
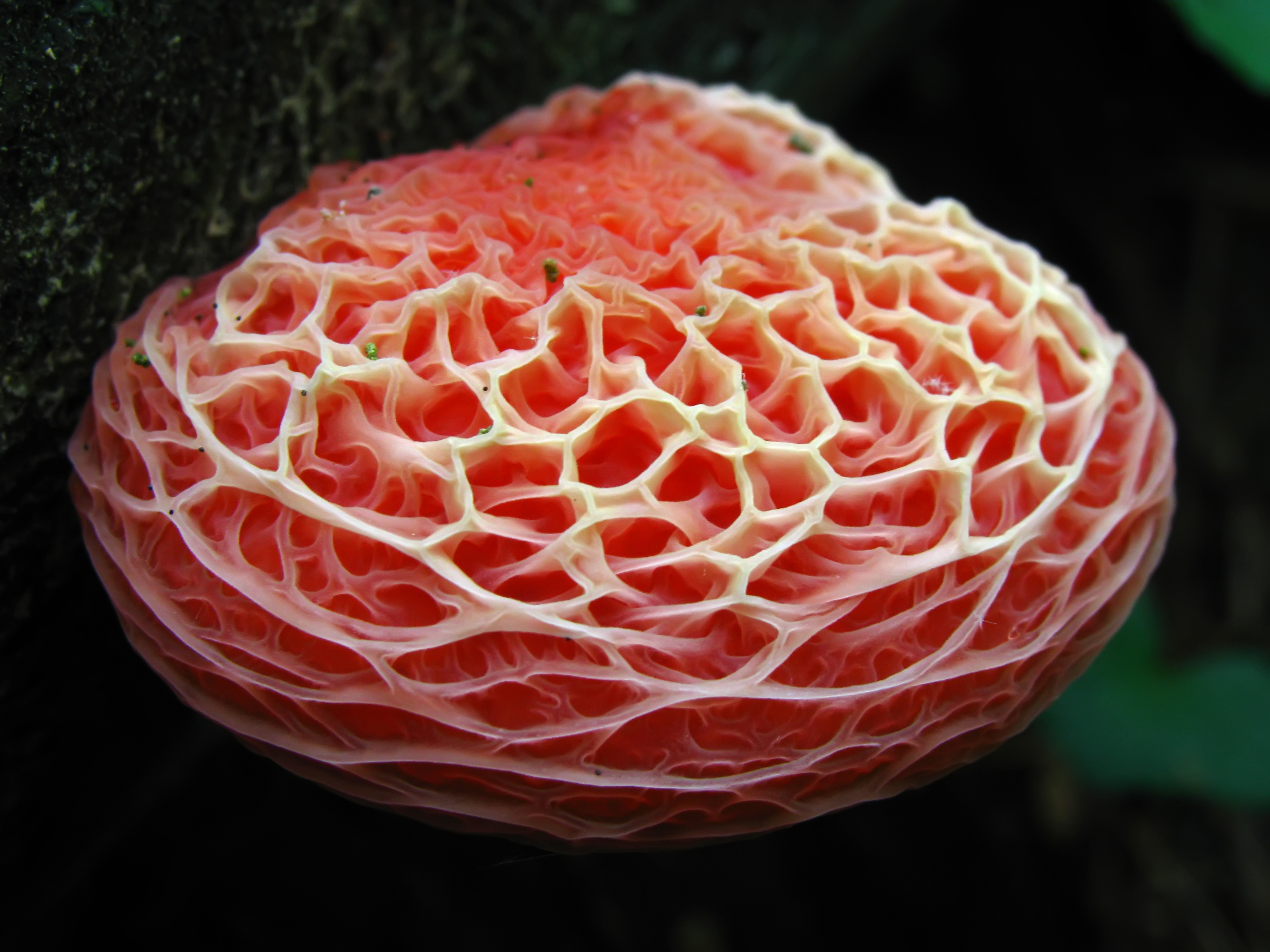
Rhodotus palmatus, pălărie din apropiere
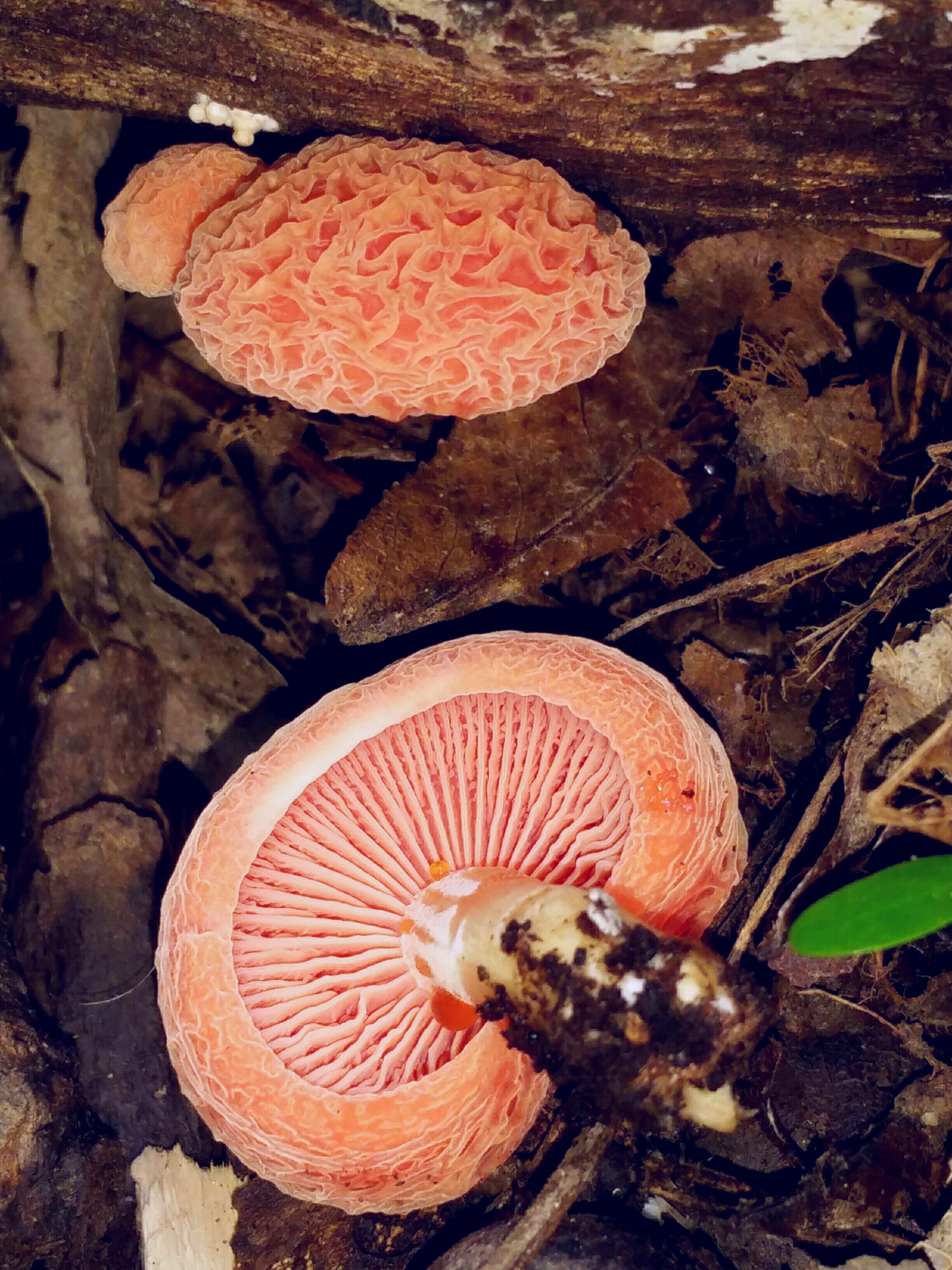
Rhodotus palmatus mai tânăr: lamele și picior
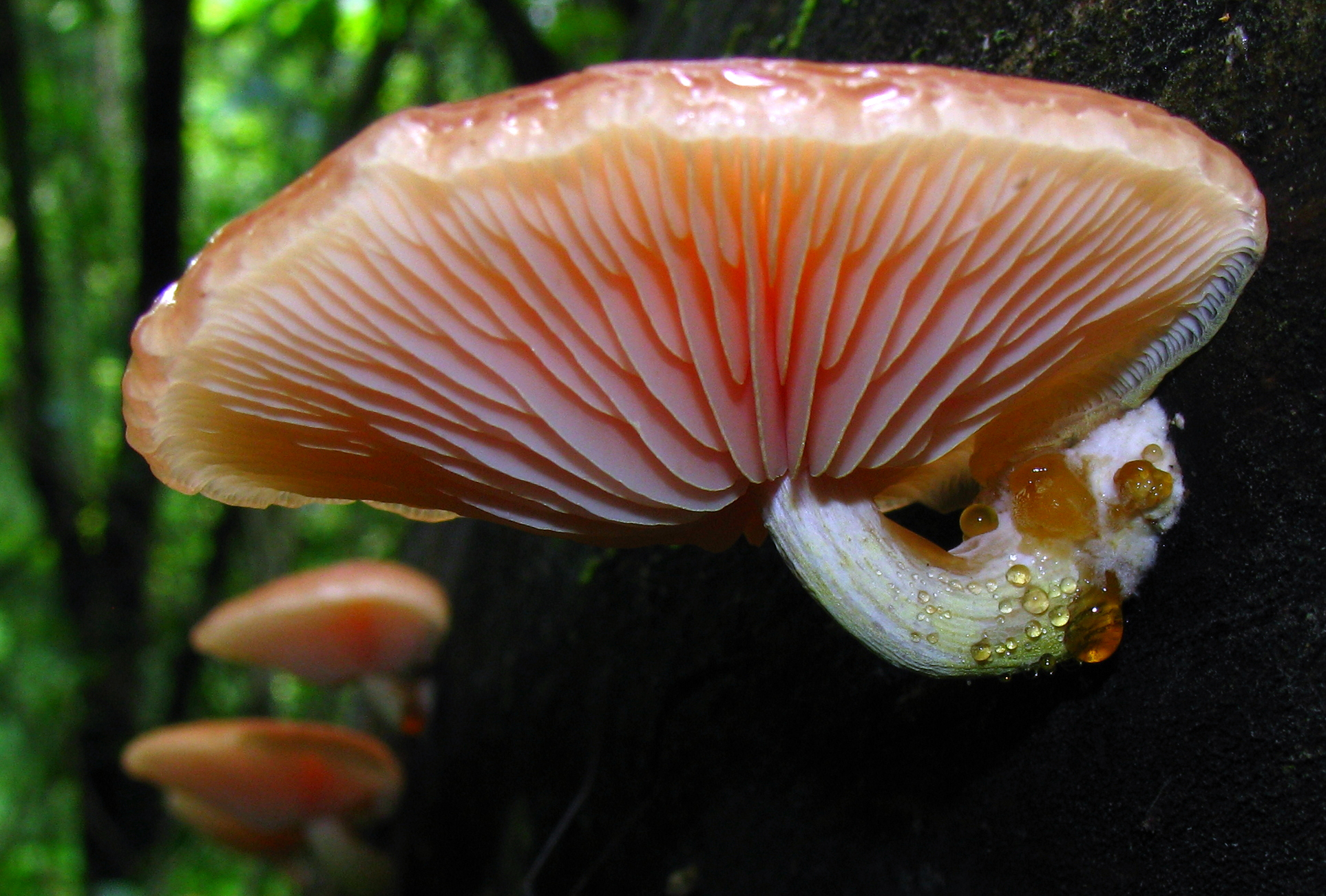
Rhodotus palmatus bătrân: lamele și picior
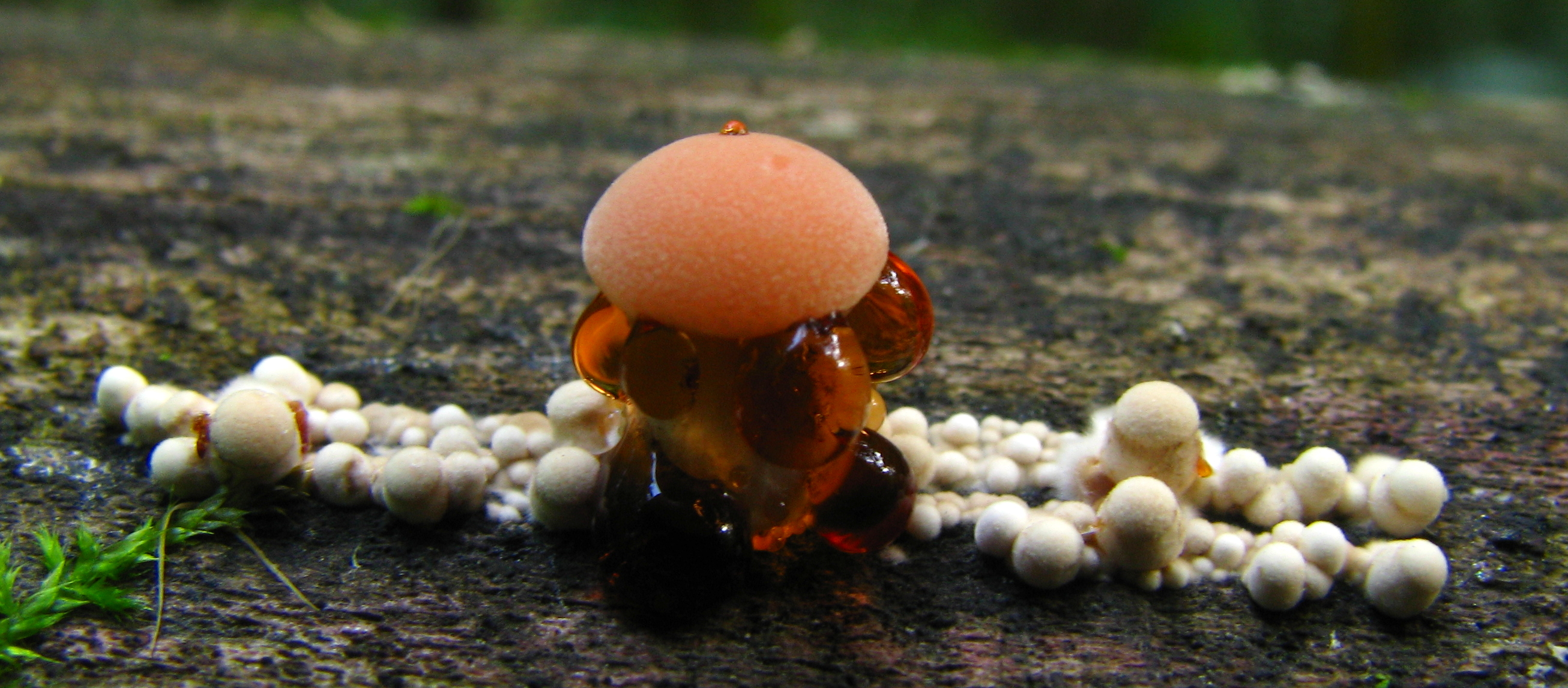
Rhodotus palmatus foarte tineri, un burete cu suc transsudând

## Confuzii
Buretele poate fi confundat cu de exemplu: Panellus violaceofulvus (fără valoare culinară), Pleurocybella porrigens  mai bătrână (letală), Pleurotus cornucopiae (comestibil), Pleurotus djamor (comestibil, colorit spre rozaliu), Pleurotus pulmonarius (comestibil, carnea ușor amăruie), Phyllotopsis nidulans (necomestibil, carne subțire și elastică asupra lamelelor) sau
Tapinella panuoides (necomestibilă, carne spongioasă).

## Specii asemănătoare în imagini

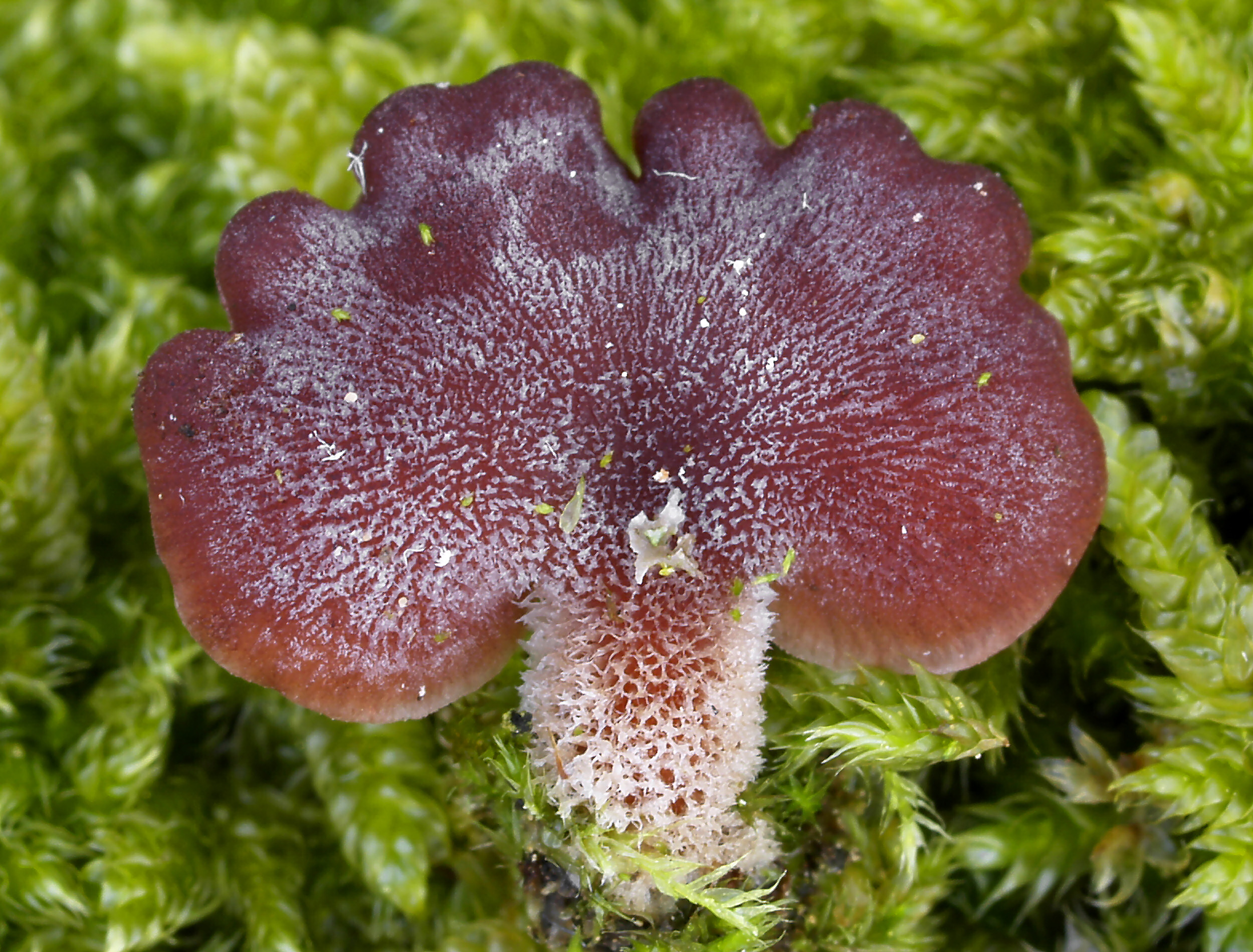
Panellus violaceofulvus
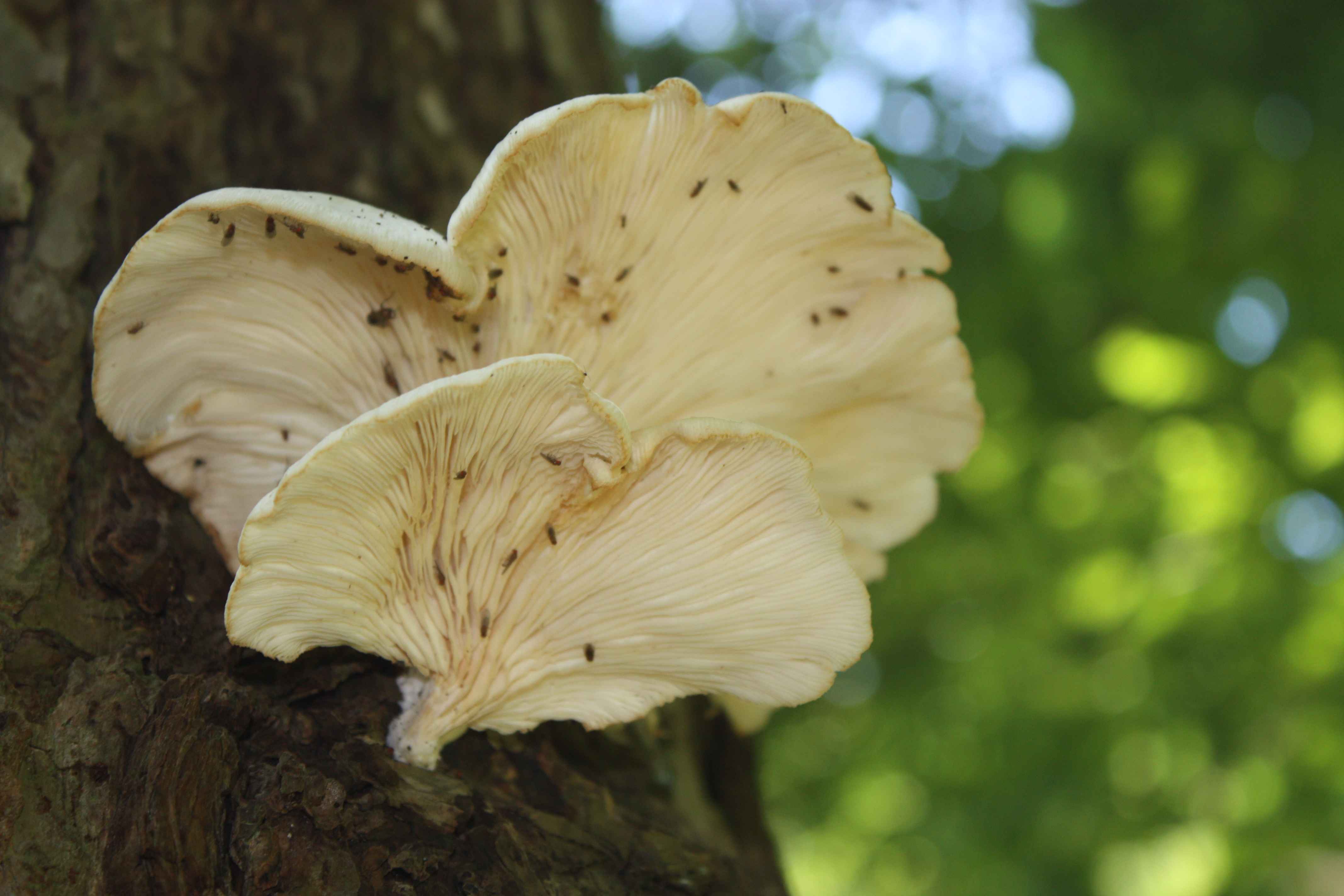
!!!Pleurocybella porrigens!!!
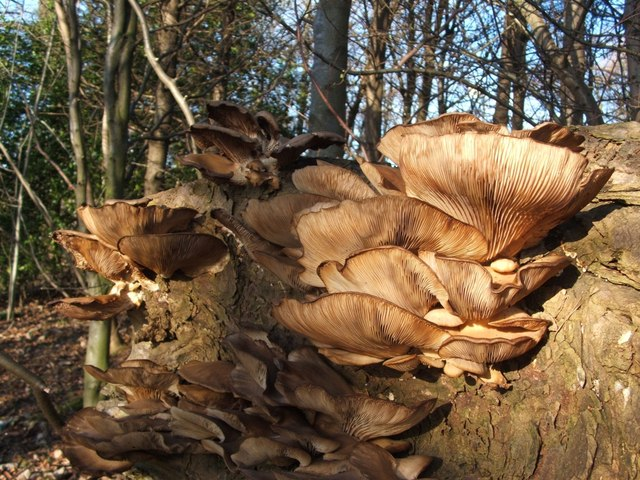
Pleurotus cornucopiae
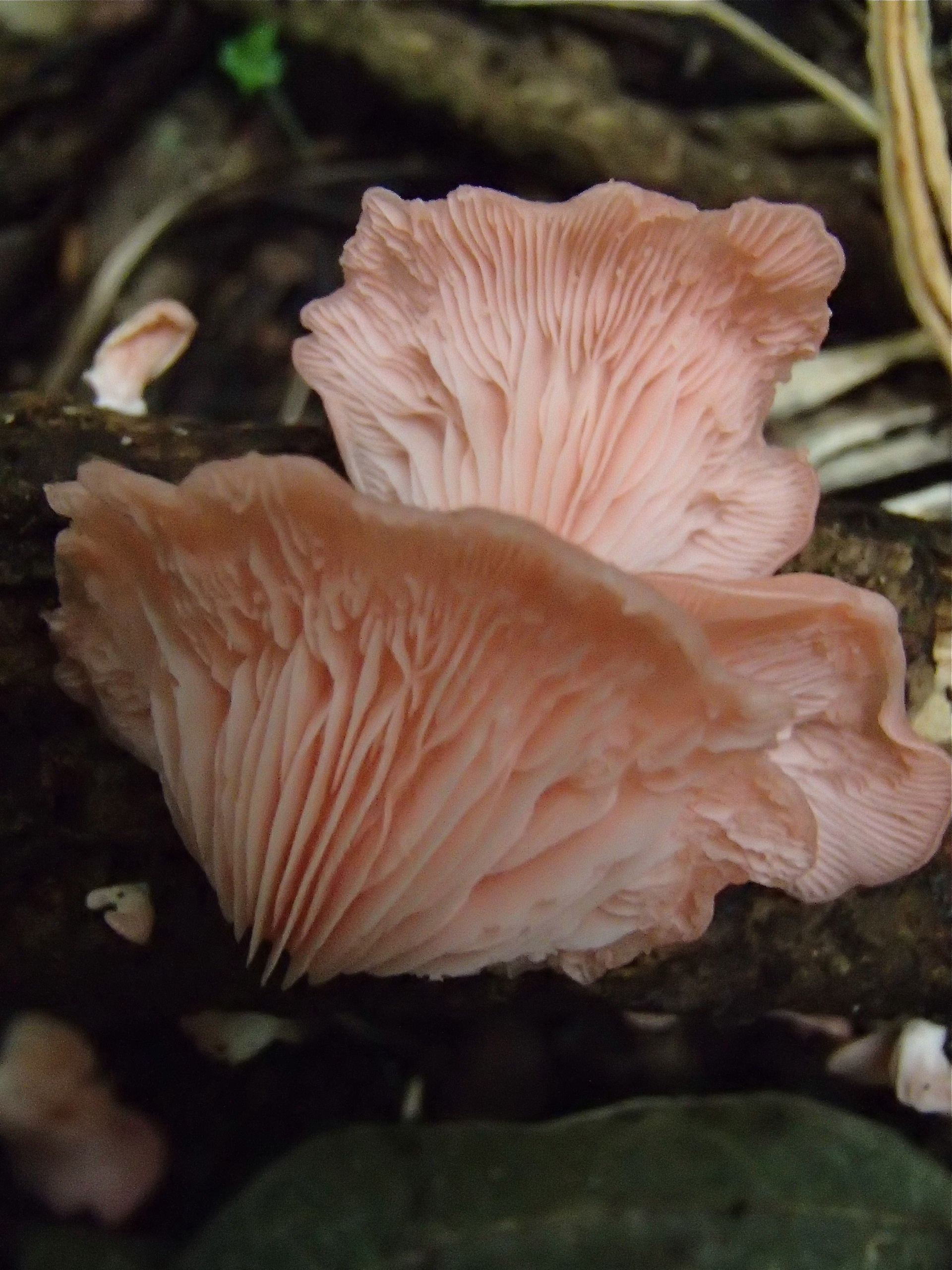
Pleurotus djamor var. roseus
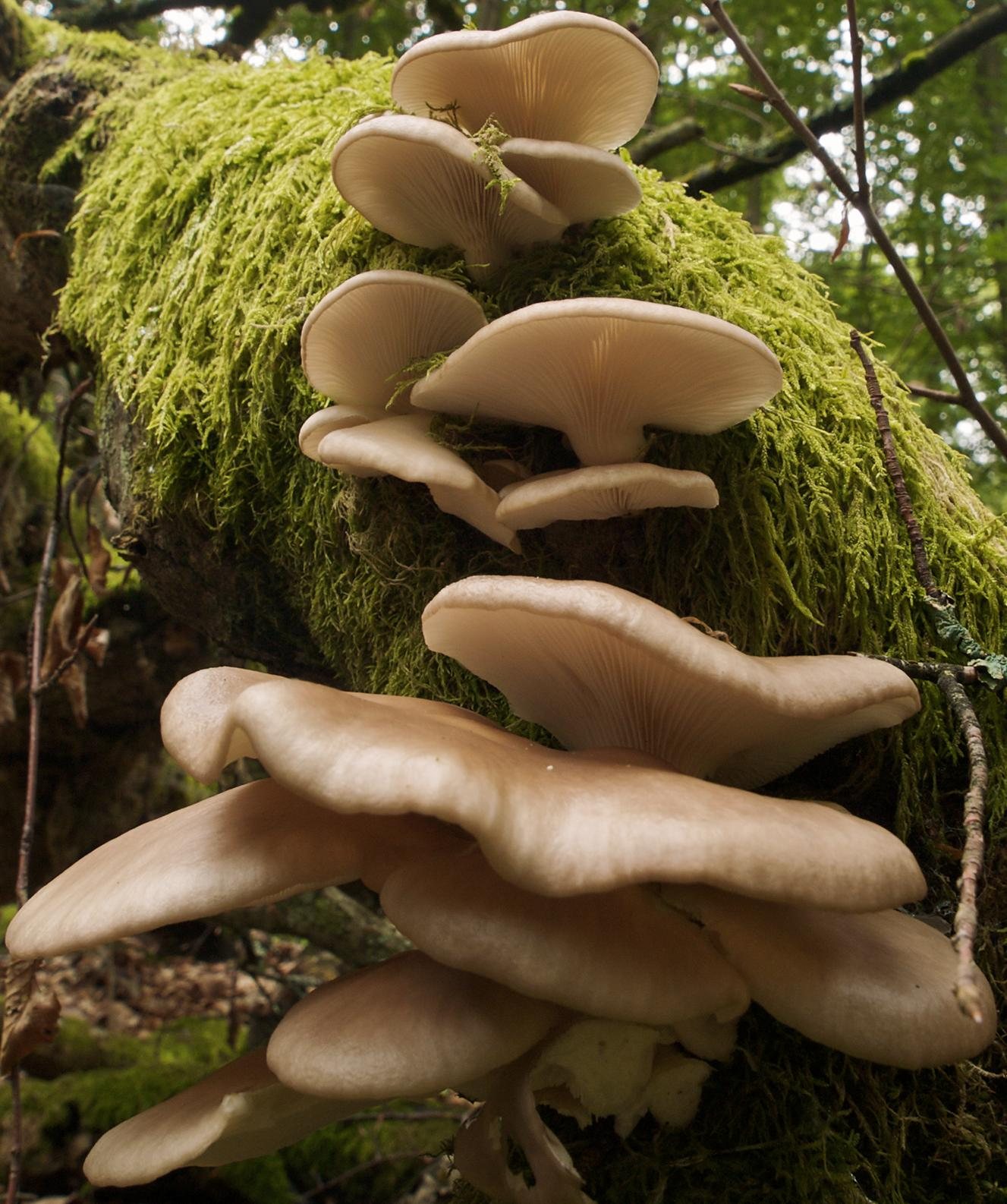
Pleurotus pulmonarius
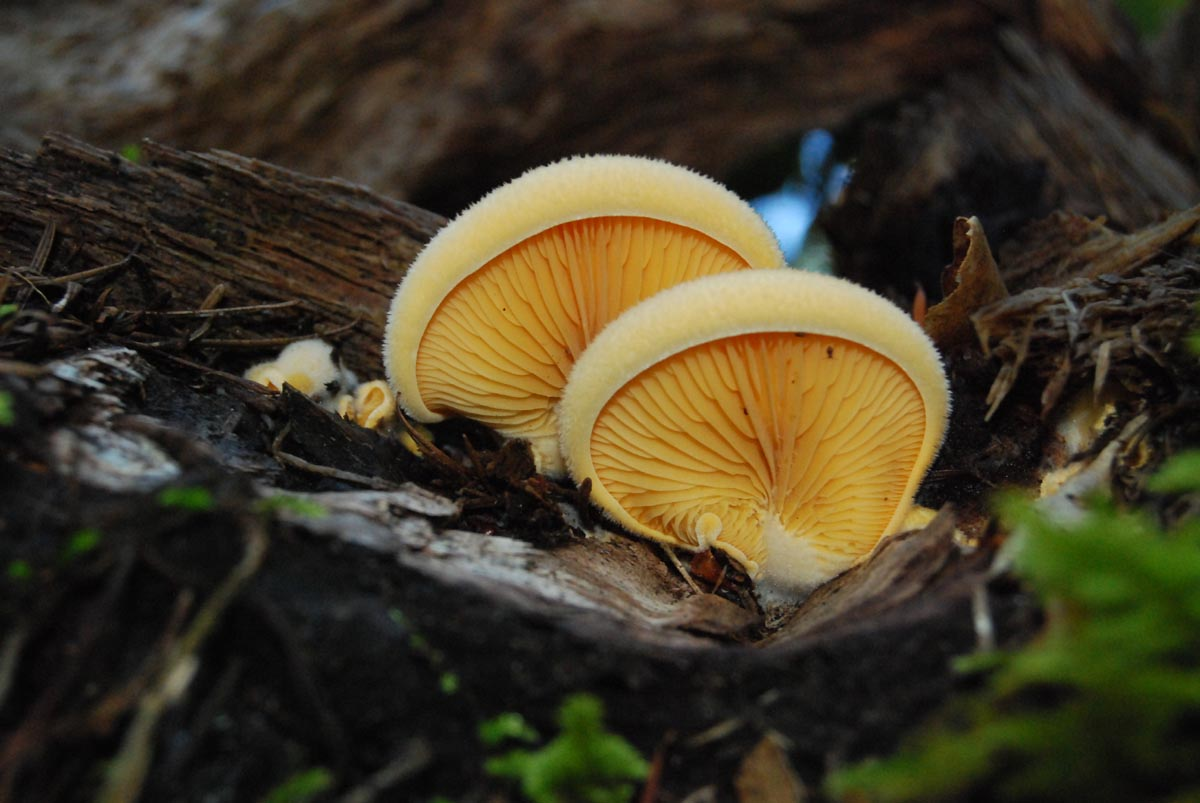
!Phyllotopsis nidulans!
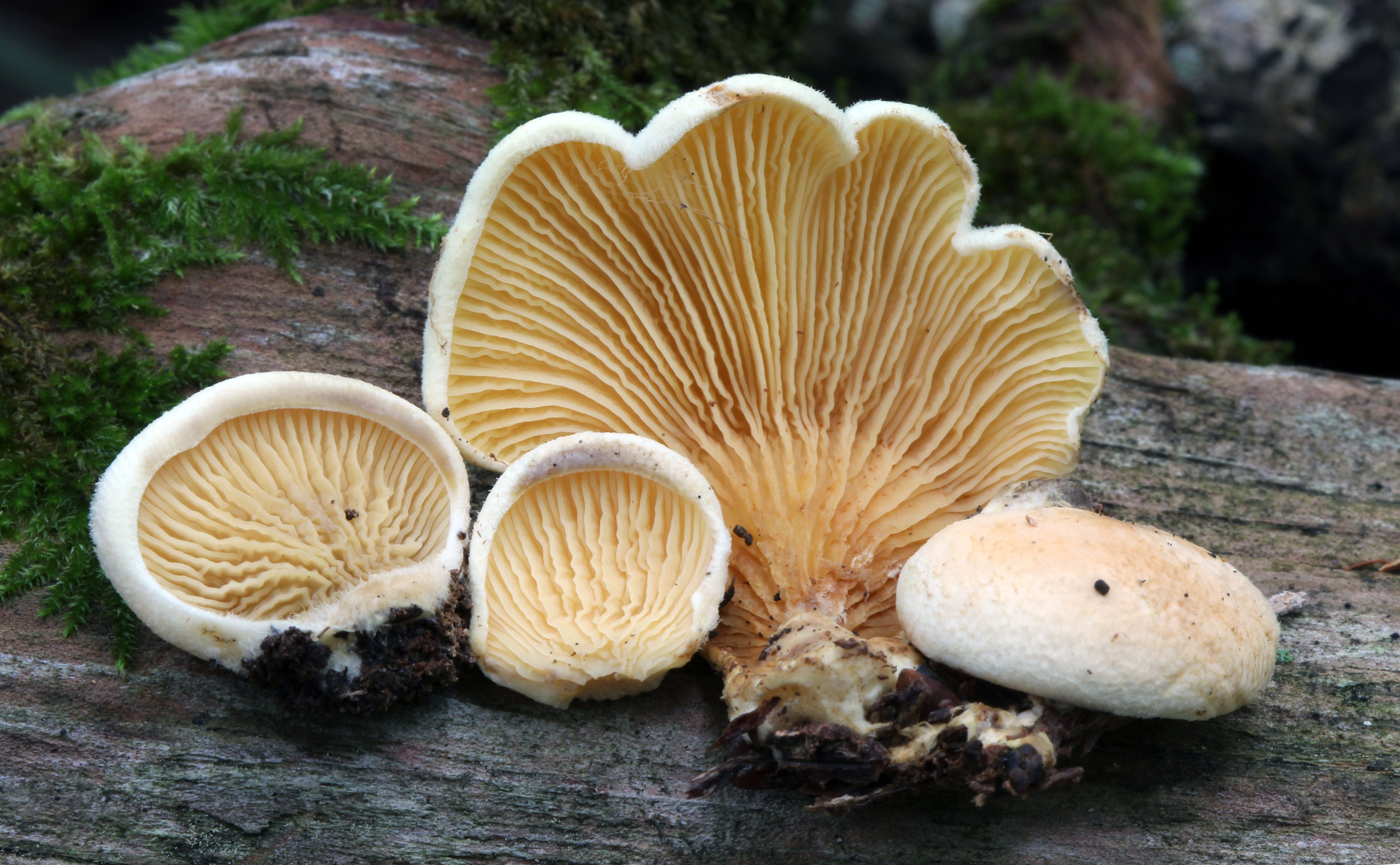
!Tapinella panuoides!

## Valorificare
Piersica uscată nu este toxică, dar necomestibilă din cauza cârnii fibroase și gomoase precum gustului destul de amar. Totuși prezintă proprietăți antibacteriene moderate precum ușoare proprietăți fungicide care însă nu pot fi valorificate prin ingerare. Rhodotus palmatus a fost una dintre 204 de specii care au fost supuse unui screening împotriva unui grup de agenți patogeni clinici umani și  de încordări în laborator de control.

## Bibiliografie
- Bruno Cetto: „I funghi dal vero”, vol. 1-7, Editura Arte Grafiche Saturnia, Trento 1976-1993 (pentru cercetarea în total)
- Rose Marie Dähncke: „1200 Pilze in Farbfotos”, Editura AT Verlag, Aarau 2004, ISBN 3-8289-1619-8
- Jean-Louis Lamaison & Jean-Marie Polese: „Der große Pilzatlas“, Editura Tandem Verlag GmbH, Potsdam 2012, ISBN 978-3-8427-0483-1
- Hans E. Laux: „Der große Pilzführer, Editura Kosmos, Halberstadt 2001, p. 180-181, ISBN 978-3-440-14530-2
- Gustav Lindau: „Kryptogamenflora für Anfänger: Eine Einführung in das Studium der blütenlosen Gewächse für Studierende und Liebhaber“, vol. 2, Editura Julius Springer, Berlin 1922
- Meinhard Michael Moser: „Röhrlinge und Blätterpilze - Kleine Kryptogamenflora Mitteleuropas”, ediția a 5-ea, vol. 2, Editura Gustav Fischer, Stuttgart 1983